# Rekreatur
Rekreatur — третий студийный альбом немецкой фолк-метал-группы Equilibrium, выпущенный 18 июня 2010 году. 16 июня 2010 году группа выпустила музыкальный клип на песню «Der Sieg Ewige».

## Список композиций
| №  | Название                     | Перевод (с немецкого)      | Длительность |
| -- | ---------------------------- | -------------------------- | ------------ |
| 1. | «In heiligen Hallen»         | Inside Holy Halls          | 6:11         |
| 2. | «Der ewige Sieg»             | The Everlasting Victory    | 4:16         |
| 3. | «Verbrannte Erde»            | Scorched Earth             | 5:43         |
| 4. | «Die Affeninsel»             | The Monkey Island          | 5:08         |
| 5. | «Der Wassermann»             | The Water Man (Sprite)     | 6:32         |
| 6. | «Aus ferner Zeit»            | From Distant Time          | 9:21         |
| 7. | «Fahrtwind»                  | Riding Wind                | 4:49         |
| 8. | «Wenn Erdreich bricht»       | When the Soil Breaks Apart | 6:59         |
| 9. | «Kurzes Epos» (instrumental) | Short Epic                 | 13:02        |

| №  | Название           | Translation (from German) | Длительность |
| -- | ------------------ | ------------------------- | ------------ |
| 1. | «Der ewige Sieg»   | The Everlasting Victory   | 4:18         |
| 2. | «Nach dem Winter»  | After the Winter          | 4:11         |
| 3. | «Blut im Auge»     | Blood in the Eye          | 4:43         |
| 4. | «Die Prophezeiung» | The Prophecy              | 5:09         |
| 5. | «Heimwärts»        | Homewards                 | 2:32         |

## Участники записи
- Robert «Robse» Dahn — вокал
- René Berthiaume − гитара, клавишные
- Andreas Völkl − гитара
- Sandra Völkl − бас-гитара
- Manuel DiCamillo − ударные

## Чарты
| Chart (2010)        | Высшая позиция |
| ------------------- | -------------- |
| German Albums Chart | 20             |